# Лесной Воронеж
Лесно́й Воро́неж — река в России, протекает по территории Рязанской и Тамбовской областей, является одним из истоков реки Воронеж. Берёт начало в Рязанской области северо-восточнее села Воронежские Верхи Ухоловского района. В результате слияния с рекой Польной Воронеж в районе села Новоникольское (Мичуринский район), образует реку Воронеж. Длина реки составляет 164 км, площадь водосборного бассейна — 2140 км².

## Данные водного реестра
По данным государственного водного реестра России относится к Донскому бассейновому округу. На реке Лесной Воронеж отсутствуют крупные водохранилища, для регулирования стока построено несколько плотин. Речной бассейн реки — Дон (российская часть бассейна). На реке Лесной Воронеж расположены 128 населённых пунктов, в том числе город Мичуринск и село Староюрьево.
Код объекта в государственном водном реестре — 05010100512107000002450.